# Wynalazek (film)
Wynalazek (ang. Primer) – amerykański niezależny dramat fantastycznonaukowy z 2004 roku o przypadkowym odkryciu przez bohaterów filmu możliwości podróżowania w czasie. Primer został stworzony za 7000 dolarów przez Shane’a Carrutha, absolwenta matematyki i inżyniera oprogramowania.
Film opowiada o losach młodych inżynierów, którzy przypadkowo odkrywają, że ich wynalazek umożliwia podróże w czasie. Postanawiają to wykorzystać, ale później muszą mierzyć się z konsekwencjami podróży w czasie.
Film nagrodzony Grand Jury Prize w kategorii filmów fabularnych na Sundance Film Festival w 2004 roku i Nagrody Alfreda P. Sloana w 2004.

## Fabuła

Sposób działania podróży w czasie w filmie

Para wynalazców decyduje się użyć maszyny do zarabiania pieniędzy na giełdzie. W trakcie jego wykorzystywania pojawiają się wyzwania i dylematy natury moralnej, społecznej i psychologicznej.
Akcja filmu ma miejsce w czasie około 2004 roku w Stanach Zjednoczonych. Historia zaczyna się narracją z offu przedstawiającą początki powstania maszyny, przedstawieni zostają czterej główni bohaterowie (Aaron, Abe, Robert i Phillip), dyskutują oni o nauce i o tym, jak zastosować ją do swoich celów. Robert i Phillip nie są jednak tak zaangażowani w ten proces jak dwaj przyjaciele Aaron i Abe, którzy stale pracują razem. Aaron i Abe eksperymentują z redukcją masy obiektów poprzez elektromagnetyzm. Eksperymentują oni w maszynie, ale nagle uświadamiają sobie, że jednym z efektów ubocznych ich eksperymentu jest spowodowanie powstania pętli czasowej (podobnej do tej z diagramu Feynmana). Kiedy dowiadują się o tym, zachowują to tylko dla siebie. Po wstępnym przetestowaniu urządzenia i upewnieniu się o jego bezpieczeństwie Abe decyduje się na zbudowanie większej machiny. Wyjaśnia, że aby cofnąć się w czasie, będą musieli wejść w pudło podczas po stronie B, a następnie dotrzeć na stronę A. W celu uniknięcia zakłóceń Abe wynajmuje pomieszczenie magazynowe, w którym maszyna była zabezpieczona tak, że nie było tam nikogo niepożądanego.
Podróże w czasie są możliwe w dwóch kierunkach: do przodu przez normalny postęp czasu (minuta do minuty, sekunda do sekundy) i do tyłu przez użycie maszyny czasu. Nie można użyć maszyny czasu, aby skoczyć w przyszłość. Co więcej, można podróżować wstecz w czasie do czasu, kiedy wehikuł już istniał. Cały czas, jaki istniał przed stworzeniem wehikułów czasu, jest niedostępny. Jest to warunek funkcjonowania maszyn czasu; nie jest możliwe wejście do maszyny i natychmiastowe wyjście w przeszłości. Zamiast tego, musisz pozostać w maszynie tak długo, jak długo chcesz podróżować w przeszłość. Na przykład, jeśli osoba A chce podróżować od 20:00 do 8:00 tego samego dnia, będzie musiała leżeć wewnątrz maszyny przez dwanaście godzin, podczas gdy wehikuł czasu przenosi osobę wstecz w czasie. W ten sposób można tylko podróżować wstecz w czasie tak długo, jak długo istnieją maszyny czasu, ponieważ gdy podróżnik w czasie zakończy swoją podróż, musi istnieć wehikuł czasu w przeszłości, z którego może się wyłonić. Nie można wyłonić się z nieistniejącego wehikułu czasu. Wcześniejsze niż zaplanowane wyjście z pudła jest niebezpieczne dla podróżnika, początkowo objawia się m.in. krwawieniem z uszu. Maszyny można także pakować jedna w drugą.
Aaron widzi z Abem inną wersję Abe’a wchodzącą do magazynu z pudłem. Oznacza to, że przyjaciel, z którym Aaron rozmawiał był wersją Abe’a z przyszłości. Aaron staje się częścią tajemnicy i wykorzystania podróży w czasie. Abe zaczyna planować, jak wykorzystać tę możliwość. Poznają zatem dane giełdowe i cofnąwszy się w czasie kupują akcje giełdowe tej firmy, o której wiadomo że będą zyskowne. Przebywają ten czas w hotelu by zminimalizować wpływ na swoją, obecną jeszcze w świecie, drugą wersję.
Podczas podróży dochodzi do kilku błędów. Aaron niesiony jest chęcią uderzenia swojego szefa w twarz, by później móc się cofnąć w czasie i „wyczyścić” swoje działanie. Drugim jest wykorzystanie machiny przez teścia Aarona, Grangera, co utrudnia kontrolę nad wersjami czasów, co może być ryzykowne dla innych ludzi. Kolejnym błędem jest fakt, że Aaron wziął telefon z hotelu – przez co mogła do niego zadzwonić dziewczyna, Rachel. Spowodowało to, że drugi, obecny w hotelu Aaron nie mógł odebrać telefonu, więc złamana została w ten sposób symetria. W dodatku bohaterowie wkrótce muszą borykać się z kolejnymi wersjami samych siebie, nieświadomych nawarstwiających się zmian.
Film kończy się tym, że jeden z sobowtórów Aarona lub jego oryginał wyrusza w podróż do obcego kraju aby wyprodukować gigantyczną wersję wehikułu czasu. Abe za to zostaje w mieście, aby znaleźć sposób na ostateczne powstrzymanie eksperymentu z podróżą w czasie.
Ostatecznie, według różnych źródeł, w filmie mamy do czynienia z dziewięcioma osiami czasu, choć nie wszystkie są bezpośrednio pokazane na filmie. Film jest o tyle skomplikowany, że dni nie są liniowe, co sprawia, że bohaterowie czują się tak jak widzowie. Dzięki temu, że w trakcie podróży w przeszłość zachowują swoje doświadczenia i wspomnienia, są w stanie wpływać na przyszłość i kształtować ją. Wskutek tego, przykładowo, pod koniec filmu trzecia wersja Aarona i jego były przyjaciel Abe (w drugiej wersji) sprzeczają się ze sobą, stają się wręcz wrogami. Jednak ich rówieśnicy, pierwotni Aaron i Abe, pozostają przyjaciółmi, ponieważ nigdy nie doświadczyli rzeczywistości, która teraz istnieje tylko we wspomnieniach Abe’a drugiego i Aarona trzeciego.
Zdaniem Carrutha głównym tematem filmu jest rozpad relacji Abe i Aarona, w wyniku ich niezdolności do poradzenia sobie z mocą zapewnianą im przez postęp technologiczny:

Widziałem tych ludzi jako naukowo dojrzałych, ale etycznie – głupców. Nigdy nie musieli zadawać etycznych pytań. Kiedy więc trafią na to urządzenie, zostają przez nie oślepieni. Pierwszą rzeczą, którą robią, jest zarabianie pieniędzy. Nie mówią o etyce zmiany swojej osobowości.

W przypadku Primer ontologiczny aspekt czasu i bytu ma zasadnicze znaczenie, a także to, jak czas może zmienić istoty w ogóle.

## Obsada
- Shane Carruth jako Aaron[8]
- David Sullivan jako Abe[8]
- Casy Gooden jako Robert[8]
- Anand Upadhyaya jako Phillip[8]
- Carrie Crawford jako Kara[8]

## Tytuł oryginalny
Tytuł filmu oznacza elementarz, wiąże się też z ideą prymatu, dominacji (dublerzy z różnych linii czasowych). Bohaterowie nie są pewni, że mają nad wszystkim kontrolę. Nie są już w swojej linii czasowej i żyją w czyjejś przeszłości, są drugorzędni. Najważniejsze, powiedział reżyser, jest byś poczuł się, jakbyś był z przodu, był prime (pierwszy) lub primerem.

## Zgodność filmu z nauką
Na początku filmu Aaron i Abe próbują stworzyć urządzenie, które będzie przeciwdziałać efektom grawitacji. Mają plany takiego urządzenia od innego zespołu programistów, ale chcą poprawić jego rentowność. Głównym sposobem jest zwiększenie temperatury przejścia nadprzewodnika zamiast jego schłodzenia. Wehikuł czasu wykorzystuje tę właściwość nadprzewodników zwaną efektem Meissnera.
Abe i Aaron potrzebują palladu do zbudowania swojej maszyny. Z tego powodu pobierają z samochodu katalizator, który zawiera jego niewielką ilość.

Diagram Feynmana

Zasady podróżowania w czasie w filmie są inspirowane diagramami Feynmana na których dla reżysera „nie ma różnicy między oglądaniem interakcji odbywającej się zgodnie z czasem, czy też cofającej się w czasie”.
Film jest opisywany jako „świetny przykład dobrze skalkulowanego kompromisu między nauką i fabułą w hard sci-fi, ponieważ pokazuje, że nauka nie powinna być barierą, lecz trampoliną” [dla dalszego rozwoju akcji].

## Produkcja
Carruth napisał scenariusz, wyreżyserował i zmontował film, skomponował muzykę i zagrał w filmie jako aktor.

Science Fiction jest jednym z najlepszych narzędzi, jakie każdy pisarz ma do dyspozycji, ponieważ pozwala na swobodne poruszanie uniwersalnych tematów, zalet bycia żywym na tej planecie – i to jest dla mnie niezwykle interesujące.

Budżet wynosił 7000 dolarów (z wyjątkiem postprodukcji i powiększenia filmu na 35 mm). Tworzenie całej koncepcji filmu trwało rok, podczas gdy same zdjęcia zajęły pięć tygodni, a były kręcone na obrzeżach Dallas w domach rodzinnych i przyjaciół – także aktorów. Montaż filmu (w Adobe Premiere) zajął dwa lata, a było to doświadczenie na tyle żmudne, że Carruth kilka razy porzucał projekt. Film był debiutem Carrutha, który specjalnie sam nauczył się sztuki kinematografii eksperymentując i uczęszczając na dwutygodniowy kurs filmowy na Southern Methodist University oraz działając jako ochotnik na planie filmowym; podczas pisania scenariusza douczał się także fizyki. Autor wcześniej pisał opowiadania, ale bardziej odnalazł się w reżyserii filmowej. Carruth nie znalazł dobrego kandydata do zagrania roli Aarona (większość aktorów na castingu grała wcześniej w teatrze, co uniemożliwiało ich prostą, niedramatyczną grę aktorską). Postanowił więc wcielić się w niego osobiście, tym bardziej, że i tak miał być na planie, znał scenariusz na pamięć i był w odpowiednim wieku. Film został nakręcony na taśmie 16 mm. Ekipa filmowa liczyła sześć osób.
Ze względu na deficyt taśmy filmowej, każdą scenę przed nagraniem ćwiczono setki razy. Film miał być tak analogowy, jak było to możliwe. Stąd wykorzystanie taśmy filmowej oraz realnych dźwięków zamiast dźwięków cyfrowych (np. charakterystyczny elektroniczny „szum” maszyny został stworzony przez nakładanie dźwięków mechanicznej szlifierki i silnika samochodowego).
Muzyka w filmie została stworzona przy użyciu programu Fruity Loops, w którym Carruth stworzył sample fortepianowe. Dźwięk w filmie wyróżnia się spośród filmów fantastycznonaukowych; dźwięki są znajome, wręcz nijakie.
Do każdego ujęcia opracowywany był scenorys na kadrze 35 mm. Carruth stworzył charakterystyczny płaski, prześwietlony wygląd filmu dzięki zastosowaniu oświetlenia fluorescencyjnego, nie zaś neutralnych temperatur barwowych i filtrów.
Inspiracją do powstania filmu były książki o odkryciach, które pokazywały, że odkrycia, które okazywały się najcenniejsze, były często pierwotnie lekceważone jako efekt uboczny, oraz że „prototypy prawie nigdy nie mają kolorowych lamp i błyszczących powierzchni”. Historia miała być najbliższa prawdzie, dlatego reżyser zdecydował się też na użycie prawdziwego żargonu naukowców.
Autor wyobrażał sobie głównych bohaterów jako „małe dzieci w klubie, gdzie garaż jest ich fortem. Mają logo, motto (budowanie urządzenia, którego brakuje najbardziej) i zbiór zasad głosowania: wszystko, co sześciolatek uznałby za fascynujące w posiadaniu własnej firmy. Nawet fakt, że ciągle noszą krawaty, pochodzi od dzieci w wieku szkolnym w mundurkach, które prawie nigdy nie pasują do ich aktywności na świeżym powietrzu”.
Fabuła filmu jest celowo zagmatwana tak, aby odzwierciedlić złożoność i zamieszanie wywołane podróżami w czasie. „Ta maszyna oraz doświadczenie Abe i Aarona są z natury skomplikowane, więc [fabuła] musiała być taka, aby publiczność była tam, gdzie byli Abe i Aaron”.
Choć Carruth czerpał inspirację z filmów lat siedemdziesiątych (płaski, współczesny, zimny i celowo prześwietlony styl czy wiarygodne udźwiękowienie), stworzył dzieło nowatorskie, inne od znanych filmów fantastycznonaukowych.

## Dystrybucja
Negocjacje dystrybucyjne były prowadzone z THINKFilmem i Magnolia Pictures. Ostatecznie Carruth zawarł umowę dystrybucyjną na Stany Zjednoczone z THINKFilm po tym, jak kierownik dystrybucji teatralnej, Mark Urman, zobaczył film na Sundance Film Festival w 2004 roku. On i Carruth zawarli podczas festiwalu umowę ustną. Urman poinformował, że faktyczne negocjacje umowy były najdłuższymi, w jakie kiedykolwiek był zaangażowany, częściowo z powodu konkretnych żądań Carrutha dotyczących kontroli reżysera nad filmem. Film zebrał 424 760 dolarów w box office co oznacza, że film zwrócił koszty produkcji z nadwyżką.

## Odbiór

### Nagrody
| Rok  | Nagroda                   | Ceremonia                                        | Kategoria                         | Nominacja      | Wynik       | Przypis            |
| ---- | ------------------------- | ------------------------------------------------ | --------------------------------- | -------------- | ----------- | ------------------ |
| 2004 | Grand Jury Prize          | Sundance Film Festival                           | U.S. Dramatic Competition         | Film           | Wygrana     | [ 8 ] [ 9 ] [ 35 ] |
| 2004 | Nagroda Alfreda P. Sloana | Sundance Film Festival                           | U.S. Dramatic Competition         | Film           | Wygrana     | [ 8 ] [ 9 ] [ 35 ] |
| 2004 |                           | Nantucket Film Festival                          | Best Writer/Director              | Shane Carruth  | Wyróżnienie | [ 36 ]             |
| 2004 | Gotham Award              | Gotham Independent Film Awards 2004              | Best Feature                      | Film           | Nominacja   | [ 37 ]             |
| 2005 |                           | London International Festival of Science Fiction | Best Feature                      | Film           | Wygrana     | [ 36 ]             |
| 2005 | Independent Spirit Award  | 20. ceremonia wręczenia Independent Spirit Award | Best Feature                      | Film           | Nominacja   | [ 36 ]             |
| 2005 | Independent Spirit Award  | 20. ceremonia wręczenia Independent Spirit Award | Best First Screenplay             | Shane Carruth  | Nominacja   | [ 36 ]             |
| 2005 | Independent Spirit Award  | 20. ceremonia wręczenia Independent Spirit Award | Best Director                     | Shane Carruth  | Nominacja   | [ 36 ]             |
| 2005 | Independent Spirit Award  | 20. ceremonia wręczenia Independent Spirit Award | Best Actor in a Debut Performance | David Sullivan | Nominacja   | [ 36 ]             |

### Krytyka
| Roger Ebert               | [ 17 ] |
| TV Guide                  | [ 38 ] |
| Empire                    | [ 39 ] |
| Christian Science Monitor | [ 40 ] |
| Austin Chronicle          | [ 41 ] |
| The Guardian              | [ 42 ] |
| The Guardian              | [ 43 ] |
| New York Post             | [ 44 ] |
| BBC                       | [ 45 ] |
| The Globe And Mail        | [ 46 ] |
| Orlando Weekly            | [ 47 ] |
| Baltimore Sun             | [ 48 ] |

Według niektórych recenzentów film zdobył status kultowego.
W serwisie Rotten Tomatoes film 72% ze 126 recenzji jest pozytywne, a film został opisany jako Intensywny, oszczędny, ale stymulujący; Primer to film dla widzów gotowych na wyzwanie dla mózgu. Na portalu  Metacritic średnia ocen z 25 recenzji wyniosła 68 punktów na 100. Został wymieniony wśród dziesięciu najlepszych filmów sci-fi dla myślących ludzi.
Rian Johnson określił film mianem najlepszego filmu o podróży w czasie w historii kina. Dennis Lim z The Village Voice uznał, że Primer jest najświeższą od 2001 rzeczą jaka spotkała ten gatunek. A.O. Scott z The New York Times napisał, że Carruth ma „umiejętność, przebiegłość i powagę, by zmienić skrzypiącą filozoficzną sztuczkę w gęste i niepokojące łamigłówki moralne”. Roger Erbert napisał, że film „zachwyca swoją kokieteryjną wiarą w to, że widzowie mogą nadążyć [za fabułą]”. Jego zdaniem „to film dla nerdów, geeków [...] Znienawidzą go z pewnością ci, którzy chodzą na filmy w celach rozrywkowych [...] To oszałamiające, fascynujące i w pełni udane”, a film nie wygląda „tanio” mimo niskiego budżetu.
Mike D’Angelo napisał, że każdy, kto twierdzi, że w pełni rozumie, co dzieje się w Primer po zobaczeniu go tylko raz, jest albo naukowcem, albo kłamcą. Napisał, że „Implikacją jest to, że nie mamy prawdziwej świadomości, a tym bardziej nie rozumiemy naszych własnych pragnień i impulsów. O ile mi wiadomo, nie ma większego Whoa”. Sam Carruth przyznał, że przeciętny widz może zrozumieć około 70 procent filmu podczas pierwszego oglądania. Chuck Klosterman napisał, że widział film „siedem lub osiem razy i wciąż nie wie, co się stało”. Mimo wszystko twierdzi, że jest to „najlepszy film o podróżach w czasie, jaki widział” ze względu na wiarygodne zachowanie podróżników w czasie.
Ostatecznie, jak pisze Klosterman, lekcją Primer dotyczącą podróży w czasie jest to, że „jest to zbyt ważne, aby używać jej tylko do pieniędzy, ale jest zbyt niebezpieczna, aby używać jej do czegokolwiek innego”. Scott Foundas, krytyk z LA Weekly stwierdził: „to, co robi maszyna, nie jest tak ważne jak to, czy można na tym zarobić. O ile Wynalazek jest dziełem science-fiction, o tyle jest jeszcze bardziej portretem całego pokolenia, dla którego pytania o wartość na stałe wyparły pytania o znaczenie”. Film został porównany do dzieła Eschera (Ty Burr, The Boston Globe).
Film nie jest tyle realistyczny, co naturalistyczny. W przeciwieństwie do filmów Synekdocha, Nowy Jork Kaufmana czy Inland Empire Davida Lyncha w utworze nie ma surrealizmu i można dokładnie określić, co w filmie się dzieje; film ma swoją logikę.
Donald Clarke, krytyk filmowy w The Irish Times, uznał Primer numerem 20. na liście 20 najlepszych filmów dekady (2000-2010).